# Jarmila Krynická
Jarmila Krynická (* 8. prosince 1952 Plzeň) je česká malířka.

## Život
Poprvé se setkala s malířskou paletou u svého strýce jako malé dítě. Poté výtvarné nadání rozvíjela sama na základě uměleckých pramenů a celoživotního cestování po světových galeriích...
Výtvarný svět Jarmily Krynické se v posledních deseti letech rozvíjí směrem květinových motivů. Odstěhovala se na venkov, kde v ateliéru v mobilním domě, obklopena venkovskými zahradami, nalézá nové motivy pro svoji práci. Nové bydliště jí poskytlo prostor k experimentování i k novým osobním prožitkům při setkání s přírodou.
Představuje tzv. Paterovu školu proto, že v kurzech vedených Jiřím Paterou se jí dostalo základního poučení o malířské tvorbě. Od začátku šedesátých let navštěvuje kurzy v Besedě, kam ji přivedl otec, zaměstnanec Škodovky. V populární plzeňské budově v Kopeckého sadech se zcela nahoře pod prosklenou střechou nacházel krásný atelier s neopakovatelnou atmosférou.

## Společné a samostatné výstavy
- 1987 – Galerie Centrum Plzeň
- 1988 – Luna Plzeň
- 1989 – Stáž u Tachova
- 1992 – Galerie Azyl Plzeň
- 1993 – Montana bar Plzeň
- 1993 – Bad Liebenzel Německo
- 1994 – Hewlett-Packard Boeblingen Německo
- 1995 – Palm island Florida
- 1997 – Americké centrum Plzeň
- 1998 – Kumšt Domažlice
- 1998 – Galerie Růžový kopeček Cheb
- 1999 – Hotel Axa Praha
- 1999 – Galerie Azyl Plzeň
- 1999 – Galerie Růžový kopeček
- 1999 – Galerie MKS Aš
- 2001 – Flamenco bar Plzeň
- 2001 – Kumšt Domažlice
- 2001 – Jabloň Plzeň – Pivorádi
- 2002 – Návštěvnické centrum Plzeňského Prazdroje – Pivorádi
- 2003 – Stodola Plzeň – Pivorádi
- 2003 – Esprit Bar Plzeň
- 2005 – U Andělíčka Plzeň
- 2005 – Návštěvnické centrum Plzeňského Prazdroje – Pivorádi
- 2005 – Madison Street RIdgewood New York
- 2005 – Street Gallery Manhattan New York
- 2006 – Galerie Azyl Plzeň
- 2006 – Muzeum Barnau, Německo
- 2007 – Mango Kdyně
- 2008 – Galerie Azyl Plzeň
- 2009 – Galerie Azyl Plzeň
- 2010 – Galerie Ve věži Planá
- 2011 – Purkmistr Plzeň
- 2011 – Hotel U Pramenů Plzeň
- 2011 – Městské divadlo Marianské Lázně
- 2012 – Galerie U Zlatého kohouta Praha
- 2012 – Galerie Azyl Plzeň
- 2012 – Absintherie Jilská Praha
- 2013 – Hotel U Pramenů Plzeň
- 2013 – Česká obchodní banka v Plzni
- 2013 – Il mio caffe Plzeň
- 2014 – U Zlatého kohouta Praha
- 2014 – Pizzerie Kusadlo v Plané